# San Francisco Tenexyecac
San Francisco Tenexyecac är en ort i Mexiko.   Den ligger i kommunen Natívitas och delstaten Tlaxcala, i den sydöstra delen av landet, 90 km öster om huvudstaden Mexico City. San Francisco Tenexyecac ligger 2 229 meter över havet och antalet invånare är 815.
Terrängen runt San Francisco Tenexyecac är platt åt sydväst, men åt nordost är den kuperad. Runt San Francisco Tenexyecac är det tätbefolkat, med 383 invånare per kvadratkilometer. Närmaste större samhälle är Tlaxcala de Xicohtencatl, 12,9 km öster om San Francisco Tenexyecac. Omgivningarna runt San Francisco Tenexyecac är en mosaik av jordbruksmark och naturlig växtlighet.